# Битва біля Шацька
Битва біля Шацька — одна з битв між Червоною і польською армією. Почалась 29 вересня 1939 року.

## Напередодні битви
17 вересня Червона Армія вторглась у Польщу. Гарнізони КОК були розтягнуті, тому підрозділи повинні були відступити.
19 вересня Вільгельм Орлик-Рюккенман наказав усім своїм підрозділам піти до Ковеля, де вони з'єднаються з групою «Полісся». Але битва за місто Берестя і битва за Кобринь змусили змінити план.